# Kazimierz Stoy
Kazimierz Walenty Stoy (ur. 4 czerwca 1890 w Sanoku, zm. 15 grudnia 1980 w Port Talbot) – major obserwator lotnictwa Wojska Polskiego.

## Życiorys
Kazimierz Walenty Stoy urodził się 4 czerwca 1890 w Sanoku. Był synem inż. Henryka Stoya (pracującego w Brzeżanach i Sanoku) i Heleny Józefy Leokadii (ur. 1855, córka Walentego Lipińskiego, w 1940 deportowana na Syberię wraz z synową i wnukiem Tadeuszem Hoffem i 23 września 1940 zmarła w Minorze). Miał rodzeństwo: Emilię Stefanię Wiktorię (ur. 1880, żona Mariana Ludwika Hoffa, matka Tadeusza Hoffa, zm. 27 maja 1944 w Ałdanie), Filipinę (jedno z bliźniąt, ur. i zm. 1 maja 1885), Henryka Tadeusza (drugie z bliźniąt, ur. 1 maja 1885), Stefanię Jadwigę (ur. 1886). Pod koniec XIX zamieszkiwał w Sanoku w domu nr 225 rodzin Lipińskich i Beksińskich.
Po zakończeniu I wojny światowej został przyjęty do Wojska Polskiego. Podczas wojny polsko-bolszewickiej jako podchorąży wchodził w skład korpusu oficerskiego II ruchomego parku lotniczego, użytego na froncie i dyslokowanego w Brześciu nad Bugiem. Został awansowany na stopień porucznika w korpusie oficerów aeronautycznych z dniem 1 czerwca 1921. W latach 20. i 30. był oficerem 2 pułku lotniczego w Krakowie. W latach 30. został awansowany na stopień kapitana. Według stanu z marca 1939 był kierownikiem referatu w Dowództwie Lotnictwa Ministerstwa Spraw Wojskowych.
Podczas II wojny światowej służył w Polskich Siłach Powietrznych w Wielkiej Brytanii. Dosłużył stopnia majora (S/Ldr) obserwatora.
W 1924 w Krakowie poślubił Annę. Po wojnie pozostał na emigracji w Wielkiej Brytanii. Był prezesem Koła Chyrowiaków. Zmarł 15 grudnia 1980 w Port Talbot i tam został pochowany.

## Ordery i odznaczenia
- Medal Wojska (czterokrotnie)[4]
- Srebrny Krzyż Zasługi (25 maja 1929)[23][24]